# Shark - Rosso nell'oceano
Shark - Rosso nell'oceano è un film del 1984 diretto da Lamberto Bava. Bava firmò la regia del film con lo pseudonimo John Old Jr. Il soggetto del film è stato scritto da Luigi Cozzi e da Luciano e Sergio Martino, mentre la sceneggiatura da Gianfranco Clerici e Dardano Sacchetti. Tra gli interpretati, figurano Michael Sopkiw, Valentine Monnier, Gianni Garko, accreditato come John Garko, William Berger e Iris Peynado. Il film è stato distribuito nel circuito cinematografico italiano il 7 settembre 1984.
La sceneggiatura del film tratta la storia di un gruppo di persone, formato da una biologa, un addestratore di delfini, uno sceriffo e un ittiologo, che cerca di fermare un terribile mostro marino che divora bagnanti e pescatori. Il mostro, un ibrido fra un Dunkleosteus e un polpo è un antenato dello squalo capace di rigenerarsi grazie alle sue stesse cellule. Il gruppo scoprirà che la creatura è frutto di esperimenti illegali e, dopo aver arrestato i responsabili, la creatura verrà intrappolata e uccisa dando fuoco agli ettolitri di carburante versati nella baia.
Il film è un mockbuster italiano del film Lo squalo, il film del 1975 diretto da Steven Spielberg, ovvero appartiene a quel genere di film che cercando di cavalcare l'onda di una pellicola che precedentemente ha riscosso un notevole successo, anche se la trama del film non ha niente a che vedere con quella de Lo squalo. Shark - Rosso nell'oceano venne accolto da recensioni mediocri sia in Italia che in America. Fu criticato per il basso budget, per lo scadente risultato e per voler guadagnare sul film Lo squalo, anche se la regia di Bava venne lodata. In Italia il film ottenne un modesto successo al botteghino e venne distribuito anche in altri paesi, sia europei che americani.

## Trama
Dalle spiagge della Florida emergono cadaveri dilaniati e barche senza conducenti. Lo sceriffo Gordon incarica Stella e Bob, due ittiologi, di fare le prime ricerche e, poiché servono al loro natante delle apparecchiature speciali, Peter, un elettronico, gliele mette a punto, onde localizzare l'animale; inoltre con loro vengono la sua fidanzata e un biologo, tutti desiderosi di catturare l'animale vivo. Il gruppo di scienziati parte in concorrenza con la guardia costiera decisa ad arrivare prima sul mostro e ucciderlo senza troppi complimenti. Ma la barca di Bob è assalita ed egli stesso è ucciso: a malapena riesce a salvarsi Janet, una paleontologa che, con un fortunato colpo di accetta, recupera un pezzo di tentacolo.
Un istituto per le ricerche marine viene ora incaricato di studiare il reperto. Intanto a terra un brutale killer uccide varie donne su ordine di un misterioso personaggio legato in qualche modo ad un altrettanto oscuro centro di ricerche che prende parte alla caccia allo squalo avvalendosi di un computer dalle straordinarie qualità. West, che dirige l'Istituto e che è, ovviamente, interessato alla scoperta, si batte peraltro, insieme al suo assistente Davis, il cattivo di turno: è lui che ha creato in laboratorio la terribile creatura e che spera di usarla per piani pazzeschi. West scopre la macchinazione, ma ad un tempo si rende conto che l'animale ha la eccezionale capacità di riprodursi da solo, talché qualsiasi arma possa colpirlo o mutilarlo, non farebbe che provocare una terrificante proliferazione. Una sorpresa, tuttavia, attende gli scienziati: mentre il mostro conta milioni di anni, le sue cellule sono assurdamente giovani. Responsabile delle stragi è un mostro marino preistorico, antenato dello squalo ed ibrido fra un Dunkleosteus e un polpo, oltre ad essere capace di rigenerarsi dalle sue cellule.
Il mostro è stato creato dal dottor Davis per conto di un progetto top secret di una multinazionale. La stessa multinazionale paga un sinistro uomo per uccidere chi si interessa al progetto e a sabotarne gli sforzi. 
In seguito appare chiaro che il mostro marino non è uno squalo ma un suo lontanissimo antenato ancora più terribile, fossilizzato e misteriosamente richiamato in vita, che qualcuno dal centro di ricerche vuole proteggere ad ogni costo. Dotato di cellule autorigeneranti, la creatura se fatta esplodere con una mina si riprodurrebbe invadendo tutti gli oceani in pochi giorni. Dopo che il dottor Davis viene arrestato e il sinistro uomo ucciso dal mostro, la creatura verrà intrappolata e uccisa dando fuoco agli ettolitri di carburante versati nella baia. Solo il fuoco può eliminarlo. Tutti d'accordo - scienziati e Polizia - il mostro viene attirato con uno stratagemma su di un fondale (l'elettronico predispone uno speciale marchingegno, trainando in mare un apparecchio con voce da mostro-femmina, registrata): dopo di che gli agenti circondano l'animale, versano ettolitri di benzina in acqua e gli danno fuoco, riuscendo ad uccidere la creatura. Davis e la sua complice amica dovranno pagare il fio delle loro trame.

## Produzione

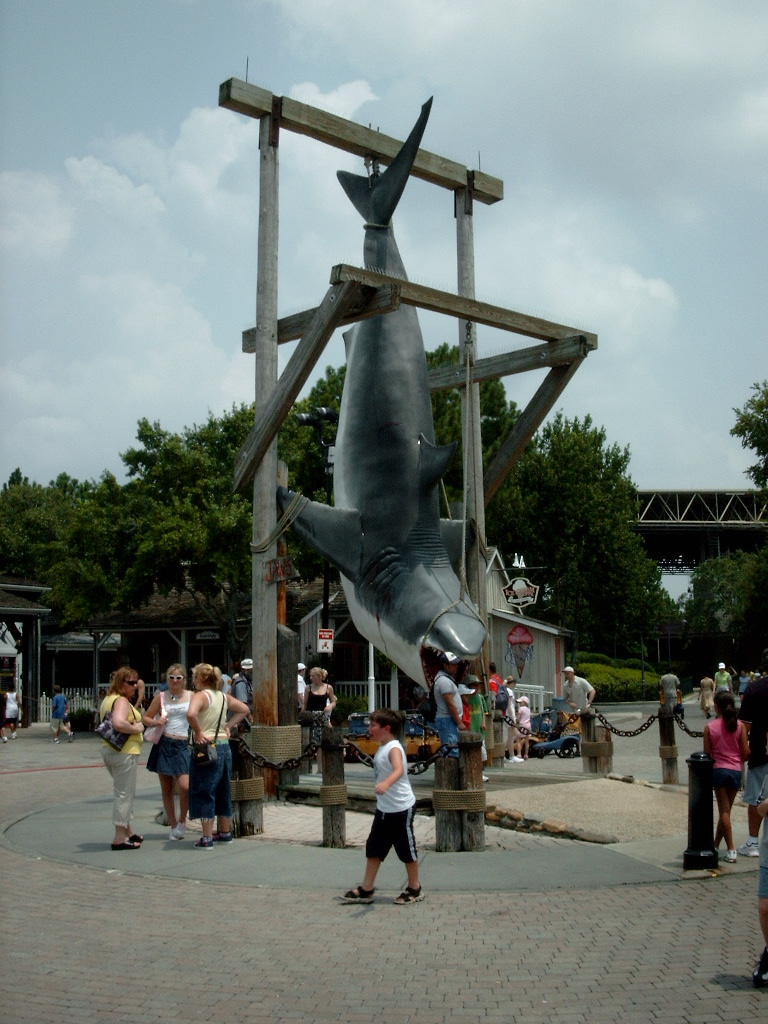
Bava ha preso spunto da Lo squalo per realizzare il suo film.

L'idea di creare il film venne ai fratelli Sergio e Luciano Martino, i quali chiesero a Luigi Cozzi di scrivere e dirigere un film come Lo squalo e di ambientarlo nella città di Venezia. Cozzi scrisse un trattamento intitolato Fauci divoratrici che comprendeva tutto il film e i due fratelli inizialmente lo approvarono. Sergio Martino, che ricopriva anche il ruolo di produttore, decise momentaneamente di abbandonare il progetto per mettersi a fare un altro film, e anche suo fratello decise di sospendere il progetto. Qualche mese dopo Sergio Martino riprese in mano la sceneggiatura, e decise di realizzare il film con un budget molto ristretto.
Cozzi dovette riscrivere una versione più semplice della prima sceneggiatura, ispirandosi anche al romanzo L'incubo sul fondo, scritto da Murray Leinster e pubblicato su Urania e con una piccola integrazione finale aggiunta da Dardano Sacchetti. A Luciano Martino il trattamento finale di Cozzi piacque, e ne affidò la produzione a Mino Loy, il quale scelse come regista il suo amico Lamberto Bava. Bava durante un'intervista confessò che si ispirò al film di Spielberg, ma che non il suo non era una copia del film e aggiunse che «se prendo delle cose, le prendo sempre come strizzatina d'occhio, proprio per simpatia.». Oltre al film Lo squalo il regista si ispirò anche a L'isola degli uomini pesce del regista Sergio Martino. Molte risorse e siti internet hanno indicato che Sergio Martino abbia diretto parte del film, anche se l'attore Michael Sopkiw ha riferito in una intervista che Martino non era presente durante le riprese. Lamberto Bava firmò la regia con lo pseudonimo John Old Jr. e dichiarò che usò lo pseudonimo perché il film non lo convinceva molto. Lo stesso pseudonimo (ma senza la sigla Jr.) venne usato da suo padre Mario Bava in varie occasioni.
Secondo Bava «La sceneggiatura non era poi male ma troppo pretenziosa da realizzare coi nostri mezzi, così mi venne l'idea di salvare capra e cavoli aggiungendoci un po' di mistero e intreccio giallo invece che puntare sugli effetti speciali, che poi non erano così speciali.» La produzione del film fece costruire un mostro fisso, a grandezza naturale, che Bava ricordava come «ingovernabile». Dato che il mostro grande non era facile da usare Bava riuscì a costruire da solo due piccoli mostri, che vennero usati maggiormente, mentre il mostro grande venne utilizzato pochissimo. Nel film Bava cercò di mostrare «il mostro il meno possibile, come se fosse l'assassino in un film giallo.» Le riprese del film avvennero nello stato americano della Florida e nel Parco nazionale delle Everglades (Everglades, Long Key), nell'arcipelago delle Florida Keys, e nelle città di Key West e Marathon.
Bava durante la lavorazione del film dovette lavorare con un cast composto da persone proveniente da tre differenti paesi che parlavano lingue diverse e con una troupe cinematografica formata da italiani e americani. Bava ricordò in un'intervista che gli attori erano per l'80% americani e che il ministero italiano imponeva di usare una parte di personale tecnico-artistico italiano se il film era anche di nazionalità italiana. Durante le riprese la troupe italiana ebbe una crisi, perché si avvicinava l'estate e volevano tornare dai loro familiari per le vacanze. Il cast e la troupe avevano lavorato consecutivamente per tredici giorni in condizioni avverse e sia il cast che Bava erano oramai esausti. Dopo questo episodio i produttori diedero a tutti un giorno di riposo, anche se erano obbligati a concederlo da contratto.

## Distribuzione

### Date di uscita
Le date di uscita internazionali nel corso degli anni sono state:
- 7 settembre 1984 in Italia[7]
- 23 gennaio 1985 in Francia (Apocalypse dans l'ocean rouge)
- 14 novembre 1986 in Stati Uniti (Devil Fish)
- 29 marzo 2000 in Filippine (Davao) (Monster Shark)

### Censura
Il film fu approvato dalla censura il 5 settembre, 1984, con il visto 80045 e venne etichettato per tutti. In Australia e negli Stati Uniti è passato con R, che viene usato per contraddistinguere i film con violenza, gore e che utilizzano linguaggio scurrile. In Europa invece venne vietato ai minori di 18 anni nella Germania Ovest, a quelli di 13 anni in Spagna, mentre in Norvegia venne vietato ai minori di 16 anni durante l'anteprima video. Nelle Filippine infine venne vietato ai minori di 13 anni.

## Accoglienza

### Incasso
L'anteprima del film avvenne a Torino al cinema Nazionale il 7 settembre, 1984. Il quotidiano "Stampa Sera" dopo la prima del film gli dedicò nella sezione della cultura un paragrafo, scrivendo una breve recensione e aggiungendo che «fare un film del filone 'squalo' e accontentarsi di effetti speciali scadentissimi equivale a candidarsi al sicuro insuccesso di pubblico.»
Il film invece risultò un successo, incassando circa 418 milioni di lire, senza però riuscire a inserirsi nella classifica italiana dei 100 maggiori incassi della stagione 1984/1985. In Spagna il film attirò 116.000 spettatori e il film guadagnò 25.702.444 peseta (circa 154.834,04 euro). Il film d'altra parte inoltre ottenne buoni incassi anche a livello internazionale, segno che il genere delle creature acquatiche attirava ancora pubblico nelle sale cinematografiche.

### Critica
(Kevin Murphy, MST3K)
Il film ricevette recensioni negative da parte della critica cinematografica italiana. Nel sito Internet Movie Database, il film è entrato nel 2007 nella "Bottom 100", la classifica che raggruppa tutti i film con le peggiori valutazioni date dagli utenti del sito. Il film dopo aver occupato l'ottantatreesima posizione, è uscito dalla classica.

## Edizioni home video
La VHS del film venne distribuita in Italia nel 1984 dalla Magnum 3B; questa edizione non è attualmente disponibile nel formato DVD. Negli Stati Uniti il film venne distribuito lo stesso anno col titolo Devil Fish dalla Vidmark Entertainment. Anche in America il DVD del film non è ancora disponibile, anche se ne esistono molte versioni bootleg e alcune edizioni estere presentato l'audio in inglese. Una delle versioni bootleg americane è quella edita dalla piccola casa di produzione DVD Rulers specializzata nel distribuire film rari sugli squali. Questa edizione è l'unica che ha dei contenuti speciali, ovvero il trailer del film.
Il primo paese che ha distribuito il film in versione DVD è stato il Giappone, il 22 dicembre 2000 da parte della Creative Axa, col titolo Jaws Attack 2. Il film è stato presentato come sequel del film La notte degli squali, rititolato anch'esso Jaws Attack. Oltre al Giappone l'altro paese che ha distribuito ufficialmente il film in DVD è la Germania, in cui è stato reso disponibile da tre case produttrici: dalla Astro Distribution il 18 marzo 2002, dalla Marketing Film il 29 agosto 2002 (entrambe col titolo Monster Shark) e dalla Starmedia Home Entertainment, il 25 aprile 2007, col titolo Der Monster-Hai.

## Mystery Science Theater 3000

Un fotogramma di Devil Fish dal programma Mystery Science Theater 3000.

Shark - Rosso nell'oceano venne mostrato durante la nona stagione del programma Mystery Science Theater 3000, una serie televisiva statunitense. Nella serie, il protagonista Mike Nelson e i suoi due amici robot Crow T. Robot e Tom Servo, sono intrappolati in un satellite e vengono costretti da uno scienziato pazzo a guardare continuamente brutti film per un esperimento scientifico. Shark - Rosso nell'oceano è l'undicesimo episodio della nona serie e venne mandato in onda su Sci Fi Channel (ora Syfy) il 15 agosto 1998.
Shark - Rosso nell'oceano, insieme a Robot monster, Bride of the Monster e Devil Doll è stato incluso nel DVD box-set "Mystery Science Theater 3000: Volume XIX".

## Remake
Circa vent'anni dopo la realizzazione di Shark - Rosso nell'oceano, Roger Corman il noto produttore statunitense di B-movie ha prodotto il film Sharktopus, che sarebbe un remake non dichiarato del film di Bava. Nel film un gruppo di scienziati creano una creatura con la testa di uno squalo e i tentacoli di un polpo per scopi militari. La creatura però riesce a liberarsi e ad attaccare numerosi bagnanti in tutto il Messico. Sulle sue tracce si mettono due squadre: la prima è formata dallo scienziato malvagio, sua figlia e un cacciatore di squali, la seconda schiera da una giornalista e un addetto alla cinepresa. Dopo che lo squalo riesce ad adattarsi alla terra, la prima squadra riuscirà ad ucciderlo usando una bomba, che ridurrà lo Sharktopus in mille pezzi.
Il film diretto da Declan O'Brien include tra i protagonisti Eric Roberts, Kerem Bursin e Sara Malakul Lane ed è stato mandato in onda dal canale televisivo Syfy il 25 settembre 2010, e successivamente è stato pubblicato in DVD e Blu-ray, anche se in Italia non è stato ancora pubblicato. Durante la sua prima messa in onda, nel giorno di sabato il film ha attirato due milioni e mezzo di spettatori, diventando il film prodotto dal canale Syfy più guardato durante il mese di settembre. Il film ha ricevuto recensioni sfavorevoli e sul sito Rotten Tomatoes ha una percentuale del 50% basata su sei recensioni.
Il film ha avuto un sequel prodotto dallo stesso Corman, inizialmente noto con il titolo provvisorio di Sharktopus 2, ma successivamente l'idea di far apparire un unico mostro venne abbandonata, e nacque un crossover dal titolo Sharktopus vs Pteracuda, dove il figlio dello squalo-polpo affronta una creatura marina forte quanto lui ibrido tra un barracuda e uno pteranodonte, frutto di esperimenti scientifici. È stato trasmesso in televisione per la prima volta il 2 agosto dello stesso anno. Un terzo capitolo era previsto ad uscire nello stesso anno col titolo Sharktopus vs Mermantula, dove l'ennesimo ibrido sarebbe stato una fusione tra una tarantola e un tritone. Nel 2015 è invece uscito Sharktopus vs Whalewolf, dove lo Sharktopus affronta un ibrido orca-lupo.